# 朴井雄君
朴井 雄君（えのい の おきみ）は、飛鳥時代の人物。氏は榎井とも、朴井氏は物部氏の同族であり物部とも記される。姓は連。『先代旧事本紀』では物部守屋の子とする。冠位は贈大紫。
美濃国に住まう物部氏の一族といわれる。672年の壬申の乱で大海人皇子（天武天皇）に従って活躍した。

## 経歴
壬申の乱が始まった際、朴井雄君は大海人皇子に舎人として仕えていた。天武天皇元年（672年）5月に大海人皇子に対して大友皇子を戴く朝廷の害意を告げた。「臣は私事があって一人で美濃にいきました。そのとき朝庭（朝廷）は美濃と尾張国の両国司に対して山陵を造るための人夫を選定しておけと指示しました。そうして集めた人に武器をとらせています。臣が思うに、山陵をつくるのではなく、必ず事があるでしょう。もし早く避けなければ、きっと危ういことになります」というのがその内容である。さらに別の人が、「近江京から倭京までのところどころに斥候を置いています。また菟道の橋（宇治橋）を守る者が皇太弟（大海人皇子のこと）の舎人用の食糧運送を遮断しています」と告げた。大海人皇子はこれを調べて事実であることを知り、挙兵を決意した。
以上の経緯を記した『日本書紀』は、天武天皇と持統天皇の二代にわたる事業である。現代の歴史家は、このくだりには大海人皇子の行動を正当化するための潤色がなされた可能性が高いと指摘する。しかし、信頼性の低さは、記されたことの反対を正しいとする証拠にもならない。この時代には皇位継承をめぐる武力抗争が珍しくなかったので、大友皇子も挙兵の可能性は考慮していたと考えられている。
天武天皇は6月24日に吉野を発って東に向かった。付き従う者は妻子と臣下二十数人と女官十数人で、朴井雄君もその中にいた。その後の内戦での雄君の役割については記載がない。
壬申の功により榎井小君が100戸を封じられたことが『続日本紀』大宝元年7月21日条（701年8月29日）から知られる。
天武天皇5年（676年）6月に、急病で死去。天皇は大いに驚き、壬申の乱での大功によって、内大紫の位を贈り、あわせて氏上にした。

## 系譜
- 父：物部守屋[1]？
- 母：不詳